# Ключі (Топчихинський район)
Ключі́ (рос. Ключи) — село у складі Топчихинського району Алтайського краю, Росія. Адміністративний центр та єдиний населений пункт Ключівської сільської ради.

## Населення
Населення — 624 особи (2010; 855 у 2002).
Національний склад (станом на 2002 рік):
- росіяни — 92 %